# Мерзебург-Кверфурт
Мерзебург-Кверфурт (нем. Merseburg-Querfurt) — упразднённый район в Германии. Центр района — город Мерзебург. Район входил в землю Саксония-Анхальт. Занимал площадь 827,22 км². Население — 131 573 чел. Плотность населения — 160 человек/км².
Официальный код района — 15 2 61.
Район подразделялся на 38 общин.

## Города и общины
1. Браунсбедра (12 550)
2. Кверфурт (12 935)
3. Шкопау (11 023)

Объединения общин
Управление Бад-Дюрренберг
1. Бад-Дюрренберг (11 534)
2. Немпиц (311)
3. Эблес-Шлехтевиц (213)
4. Шпергау (1 106)
5. Толльвиц (1 248)

Управление Бад-Лаукстедт
1. Бад-Лаукстедт (4 933)
2. Клобикау (601)
3. Мильцау (972)

Управление Лауха-Шварцайхе
1. Делиц-ам-Берге (992)
2. Шафштедт (2 187)

Управление Лойна-Кёцшау
1. Фриденсдорф (320)
2. Гюнтерсдорф (1 199)
3. Хорбург-Маслау (566)
4. Кёчлиц (931)
5. Кёцшау (2 040)
6. Крайпау (332)
7. Лойна (6 977)
8. Родден (256)
9. Валлендорф (1 014)
10. Цёшен (1 051)
11. Цваймен (329)

Управление Мерзебург
1. Бойна (1 046)
2. Гойза (1 499)
3. Мерзебург (34 790)

Управление Оберес-Гайзельталь
1. Мюхельн (9 419)
2. Эхлиц (589)

Управление Вайда-Ланд
1. Альберсрода (476)
2. Альберштедт (500)
3. Барнштедт (1 190)
4. Эсперштедт (692)
5. Фарнштедт (1 239)
6. Немсдорф-Гёрендорф (1 000)
7. Обхаузен (1 905)
8. Шраплау (1 341)
9. Штейгра (899)